# Диапонтийски острови
Диапонтийските острови, или още и Отонските острови, са група от 11 острова, разположени северозападно от остров Корфу. Те са най-северозападната територия на Гърция.
Обитаеми са само три от островите – Отони, Ерикуса и Матраки, с около 400 постоянни жители общо.
Единствената редовна корабна линия е до едноименния главен град на остров Корфу.